# Bismack Biyombo
Bismack Biyombo Sumba, né le 28 août 1992 à Lubumbashi (alors au Zaïre), est un joueur congolais de basket-ball mesurant 2,03 m et évoluant au poste de pivot.

## Biographie

### Débuts professionnels en Espagne (2009-2011)
Biyombo est repéré à l'âge de 16 ans dans un tournoi au Yémen par Mario Palma, ancien entraîneur de la Jordanie et de l'Angola.
Biyombo part alors jouer en Espagne, en troisième division (LEB Plata), au CB Illescas, club de la ville d'Illescas. Le club sert d'équipe B pour le Baloncesto Fuenlabrada qui évolue en Liga ACB.
En janvier 2011, Esteban Batista, le pivot de l'équipe de Fuenlabrada, quitte le club pour aller jouer à Caja Laboral. Biyombo est alors intégré à l'équipe première pour renforcer l'intérieur de la raquette. Il joue son premier match en première division le 9 janvier 2011 contre la DKV Joventut. Biyombo marque 5 points et prend 7 rebonds en 13 minutes de jeu. Le 16 janvier, Fuenlabrada joue contre le Real Madrid et Biyombo marque 6 points et prend 2 rebonds, mais surtout il réalise 3 contres dont un impressionnant sur un tir de Felipe Reyes qui lui vaut de devenir la nouvelle sensation de la Liga,.
En avril 2011, il participe au Nike Hoop Summit. Il réalise le premier triple-double d'un Hoop Summit avec 12 points, 11 rebonds et 10 contres et bat le record de contres détenu jusque-là par Kevin Garnett. Sa cote monte alors très rapidement pour la Draft 2011 de la NBA et il est placé dans les dix premiers par plusieurs spécialistes.

### Bobcats de Charlotte/Hornets de Charlotte (2011-2015)
Lors de la draft, il est choisi en 7e position par les Kings de Sacramento. Il est échangé immédiatement et rejoint les Bobcats de Charlotte.
En conflit avec son club de Fuenlabrada, l’intérieur congolais trouve un accord afin de mettre un terme à son contrat et ainsi rejoindre les Bobcats. Fuenlabrada révèle que Biyombo a racheté pour 1,15 million d'euros les deux dernières années de son contrat, afin de pouvoir s'engager avec Charlotte.
Biyombo se spécialise dans les actions défensives (rebonds, contres, écrans) pour compenser sa faiblesse dans le jeu offensif. Il est, au début de la saison 2013-2014, le joueur de la NBA auquel ses coéquipiers passent le moins le ballon.

### Raptors de Toronto (2015-2016)
Le 4 juillet 2015, il signe aux Raptors de Toronto un contrat de six millions de dollars sur deux ans.
Il fait ses débuts sous sa nouvelle tunique lors du match d'ouverture de la saison de l'équipe contre les Pacers de l'Indiana, le 28 octobre, au cours duquel il marque 7 points et prend 5 rebonds dans la victoire des siens 106 à 99. Biyombo est titularisé 18 matches de suite entre la mi-novembre et la fin du mois de décembre, en raison de la fracture de l'annulaire de la main gauche de Jonas Valančiūnas. Le 17 décembre, il termine avec 8 points, et établit ses records de rebonds (8 prises) et de contres (7 ballons repoussés) lors de la défaite chez son ancienne équipe des Hornets de Charlotte. Cinq jours plus tard, il termine la rencontre avec 9 points et un nouveau record aux rebonds, avec 20 prises, lors de la victoire 103 à 99 contre les Mavericks de Dallas. Le 30 décembre, Biyombo retrouve son rôle de remplaçant. Il retourne dans le cinq de départ à la mi-mars quand Valančiūnas est de nouveau blessé. Le 17 mars 2016, Biyombo établit son record de points avec 16 unités et le record de l'équipe en termes de rebonds avec 25 prises lors de la victoire 101 à 94 après prolongation contre les Pacers de l'Indiana. Le 30 mars, il marque sept points et prend six rebonds dans la victoire 105 à 97 des Raptors contre les Hawks d'Atlanta, permettant aux Raptors de remporter leur 50e victoire de la saison pour la première fois de leur histoire.
Lors des séries éliminatoires en 2016, il réalise une performance historique lors de la troisième rencontre de la finale de conférence Est contre les Cavaliers de Cleveland de LeBron James en attrapant 26 rebonds, le record de la franchise de Toronto,.

### Magic d'Orlando (2016-2018)
Malgré une belle saison à Toronto, la meilleure saison de la franchise avec 56 victoires en 2016 et une finale de conférence, il choisit de signer chez le Magic d'Orlando pour à peu près 70 millions sur quatre ans.

### Hornets de Charlotte (2018-2021)
Le 7 juillet 2018, il est envoyé aux Hornets de Charlotte dans un échange impliquant également le Magic d'Orlando et les Bulls de Chicago.
À l'intersaison 2020, il re-signe avec les Hornets.

### Suns de Phoenix (2022)
Début janvier 2022, il signe pour dix jours avec les Suns de Phoenix, puis pour le reste de la saison le 6 janvier,.

### Grizzlies de Memphis (2023-janvier 2024)
En octobre 2023, Biyombo s'engage avec les Grizzlies de Memphis. Il est coupé en janvier 2024.

### Thunder d'Oklahoma City (février-avril 2024)
En février 2024, Biyombo signe jusqu'à la fin de saison au Thunder d'Oklahoma City.

### Spurs de San Antonio (depuis février 2025)
En février 2025, il signe un contrat de 10 jours avec les Spurs de San Antonio. Fin février 2025, Biyombo s'engage avec les Spurs jusqu'à la fin de saison.

## Statistiques NBA

### Saison régulière
| Saison    | Équipe    | Matchs | Titul. | Min./m | % Tir | % 3pts | % LF | Rbds/m. | Pass/m. | Int/m. | Ctr/m. | Pts/m. |
| --------- | --------- | ------ | ------ | ------ | ----- | ------ | ---- | ------- | ------- | ------ | ------ | ------ |
| 2011–2012 | Charlotte | 63     | 41     | 23,1   | 46,4  | 0,0    | 48,3 | 5,84    | 0,43    | 0,32   | 1,83   | 5,19   |
| 2012–2013 | Charlotte | 80     | 65     | 27,3   | 45,1  | 0,0    | 52,1 | 7,28    | 0,44    | 0,35   | 1,79   | 4,83   |
| 2013–2014 | Charlotte | 77     | 9      | 13,9   | 61,1  | 0,0    | 51,7 | 4,75    | 0,10    | 0,09   | 1,12   | 2,88   |
| 2014–2015 | Charlotte | 64     | 21     | 19,4   | 54,3  | 0,0    | 58,3 | 6,36    | 0,25    | 0,28   | 1,55   | 4,75   |
| 2015–2016 | Toronto   | 82     | 22     | 22,0   | 54,2  | 0,0    | 62,8 | 7,99    | 0,35    | 0,23   | 1,62   | 5,54   |
| 2016–2017 | Orlando   | 81     | 27     | 22,1   | 52,6  | 0,0    | 53,4 | 7,00    | 0,91    | 0,31   | 1,11   | 5,96   |
| 2017–2018 | Orlando   | 82     | 25     | 18,2   | 52,0  | 0,0    | 65,0 | 5,71    | 0,80    | 0,26   | 1,16   | 5,71   |
| 2018–2019 | Charlotte | 54     | 32     | 14,5   | 57,1  | 0,0    | 63,7 | 4,57    | 0,61    | 0,20   | 0,76   | 4,37   |
| 2019–2020 | Charlotte | 53     | 29     | 19,4   | 54,3  | 0,0    | 60,3 | 5,81    | 0,94    | 0,19   | 0,92   | 7,42   |
| 2020–2021 | Charlotte | 66     | 36     | 20,4   | 58,7  | 0,0    | 44,8 | 5,26    | 1,23    | 0,26   | 1,12   | 5,02   |
| 2021–2022 | Phoenix   | 36     | 3      | 14,1   | 59,3  | 0,0    | 53,5 | 4,64    | 0,64    | 0,33   | 0,72   | 5,83   |
| 2022–2023 | Phoenix   | 61     | 14     | 14,3   | 57,8  | 0,0    | 35,7 | 4,26    | 0,92    | 0,30   | 1,44   | 4,31   |
| Carrière  | Carrière  | 799    | 324    | 19,5   | 53,3  | 0,0    | 55,6 | 5,93    | 0,62    | 0,26   | 1,30   | 5,10   |

Dernière mise à jour le 16 juin 2023.

### Playoffs
| Saison   | Équipe    | Matchs | Titul. | Min./m | % Tir | % 3pts | % LF | Rbds/m. | Pass/m. | Int/m. | Ctr/m. | Pts/m. |
| -------- | --------- | ------ | ------ | ------ | ----- | ------ | ---- | ------- | ------- | ------ | ------ | ------ |
| 2014     | Charlotte | 3      | 1      | 16,1   | 60,0  | 0,0    | 33,3 | 3,67    | 0,33    | 0,00   | 0,67   | 2,67   |
| 2016     | Toronto   | 20     | 10     | 25,3   | 58,0  | 0,0    | 59,7 | 9,35    | 0,40    | 0,40   | 1,35   | 6,15   |
| 2022     | Phoenix   | 9      | 0      | 9,5    | 64,7  | 0,0    | 50,0 | 2,11    | 0,56    | 0,11   | 0,22   | 2,78   |
| 2023     | Phoenix   | 8      | 0      | 9,8    | 56,3  | 0,0    | 50,0 | 3,38    | 0,75    | 0,00   | 1,25   | 3,38   |
| Carrière | Carrière  | 40     | 11     | 18,0   | 58,9  | 0,0    | 55,9 | 6,10    | 0,50    | 0,23   | 1,02   | 4,58   |

Dernière mise à jour le 16 mai 2023.

## Records sur une rencontre en NBA
Les records personnels de Bismack Biyombo en NBA sont les suivants, :
| Record de la franchise |

| Type de statistique        | Saison régulière | Saison régulière        | Saison régulière | Playoffs | Playoffs               | Playoffs    |
| Type de statistique        | Record           | Adversaire              | Date             | Record   | Adversaire             | Date        |
| -------------------------- | ---------------- | ----------------------- | ---------------- | -------- | ---------------------- | ----------- |
| Points                     | 21               | 2 fois                  | 2 fois           | 17       | Heat de Miami          | 15 mai 2016 |
| Paniers marqués            | 9                | Pacers de l'Indiana     | 22 janvier 2022  | 6        | Heat de Miami          | 15 mai 2016 |
| Paniers tentés             | 12               | 2 fois                  | 2 fois           | 8        | Heat de Miami          | 15 mai 2016 |
| Paniers à 3 points réussis | -                | -                       | -                | -        | -                      | -           |
| Paniers à 3 points tentés  | 1                | 3 fois                  | 3 fois           | -        | -                      | -           |
| Lancers francs réussis     | 7                | 3 fois                  | 3 fois           | 5        | 2 fois                 | 2 fois      |
| Lancers francs tentés      | 13               | @ Wizards de Washington | 6 décembre 2016  | 12       | Heat de Miami          | 15 mai 2016 |
| Rebonds offensifs          | 9                | 3 fois                  | 3 fois           | 8        | Cavaliers de Cleveland | 21 mai 2016 |
| Rebonds défensifs          | 16               | @ Pacers de l'Indiana   | 17 mars 2016     | 18       | Cavaliers de Cleveland | 21 mai 2016 |
| Rebonds totaux             | 25               | @ Pacers de l'Indiana   | 17 mars 2016     | 26       | Cavaliers de Cleveland | 21 mai 2016 |
| Passes décisives           | 5                | 3 fois                  | 3 fois           | 2        | 2 fois                 | 2 fois      |
| Interceptions              | 3                | Hawks d'Atlanta         | 8 février 2018   | 2        | 2 fois                 | 2 fois      |
| Contres                    | 7                | 4 fois                  | 4 fois           | 4        | 2 fois                 | 2 fois      |
| Balles perdues             | 5                | 2 fois                  | 2 fois           | 4        | Heat de Miami          | 11 mai 2016 |
| Minutes jouées             | 43               | Knicks de New York      | 15 avril 2013    | 42       | Cavaliers de Cleveland | 23 mai 2016 |

- Double-double : 75 (dont 3 en playoffs)
- Triple-double : 0

Dernière mise à jour : 4 mars 2025

## Salaires
| Saison      | Équipe      | Salaire      |
| ----------- | ----------- | ------------ |
| 2011-2012   | Charlotte   | 2 798 040 $  |
| 2012-2013   | Charlotte   | 3 007 920 $  |
| 2013-2014   | Charlotte   | 3 049 920 $  |
| 2014-2015   | Charlotte   | 3 873 398 $  |
| 2015-2016   | Toronto     | 3 000 000 $  |
| 2016-2017   | Orlando     | 17 000 000 $ |
| 2017-2018   | Orlando     | 17 000 000 $ |
| 2018-2019   | Charlotte   | 17 000 000 $ |
| 2019-2020   | Charlotte   | 17 000 000 $ |
| 2020-2021   | Charlotte   | 3 500 000 $  |
| 2021-2022   | Phoenix     | 1 518 213 $  |
| 2022-2023   | Phoenix     | 1 836 090 $  |
| Total Gains | Total Gains | 90 583 581 $ |
| 2023-2024   | Memphis     | 5 000 000 $  |

## Vie en dehors du basket
Bismack Biyombo est investi dans des projets d'aide et de solidarité. Tout particulièrement pour son pays d'origine, la République démocratique du Congo, avec sa fondation. Lors de la crise du Covid 19, il donne 1 million de dollars pour l'achat de matériel médical au Congo. En 2022, il fait don de l'intégralité de son salaire de la saison 2021-2022 pour la construction d'un hôpital.